# Hans Eskilsson
Hans Vimmo Eskilsson (* 23. Januar 1966 in Östersund) ist ein ehemaliger schwedischer Fußballspieler, der mittlerweile als Trainer und Pokerspieler tätig ist.

## Fußball
Eskilsson spielte in der Jugend bei Ope IF und IFK Östersund, ehe er 1985 zu IFK Norrköping in die Allsvenskan wechselte. 1987 wechselte er zum Ligakonkurrenten Hammarby IF. Anschließend ging er nach Portugal. Dort spielte er für Sporting Lissabon, Sporting Braga und GD Estoril.
1991 kehrte Eskilsson nach Schweden zurück und unterschrieb bei AIK Solna. Nach 12 Erstligaspielen zog es ihn am Ende der Spielzeit zurück zu Hammarby IF. 1995 schloss er sich Vasalunds IF an, blieb dort aber nur ein halbes Jahr. Im Sommer ging er erneut ins Ausland. Sein neuer Arbeitgeber war die schottische Mannschaft Heart of Midlothian. Allerdings blieb er dort nur eine Spielzeit, ehe er zum dritten Mal zu Hammarby IF ging. Nach einem schweren Foul von Daniel Hoch musste er 2001 wegen eines komplizierten Beinbruchs seine aktive Laufbahn beenden.
2002 wurde Eskilsson Trainer beim unterklassigen Klub Östersunds FK, wo er sich auch zeitweise als Spielertrainer versuchte. 2004 betreute er Enköpings SK. Anschließend war er bei Atlas Copco IF und Nykvarns SK tätig. Außerdem tritt er als Fußballexperte im schwedischen Fernsehen auf.
Eskilsson ist mit der ehemaligen schwedischen Nationalspielerin Malin Swedberg verheiratet, mit der er zwei Kinder hat.

## Poker
Eskilsson nimmt seit 2005 gelegentlich an Live-Pokerturnieren teil. Er erreichte bisher fünfmal beim Main Event der European Poker Tour die bezahlten Plätze und erspielte sich Preisgelder von umgerechnet mehr als 150.000 US-Dollar. Seine bis dato letzte Geldplatzierung erzielte er im November 2011.